# 국민신문고
국민신문고, 이전 명칭 참여마당 신문고는 대한민국 국민권익위원회에서 운영하는 행정기관, 사법부, 주요 공공기관에 대한 모든 민원･제안･신고를 신청할 수 있는 웹사이트이다. 

## 역사
노무현 정부 시절인 국민고충처리위원회가 2003년 8월부터 추진해 2005년 8월까지 시범 구축되어 2008년 2월 15일 모든 정부기관과 지방자치단체에 적용되었다. 이명박 정부 때 국민고충처리위원회가 국민권익위원회로 통합되면서 이름을 국민신문고로 바꾸었으며, 부패신고와 행점심판 접수가 가능해졌다.